# Estádio Governador Alberto Tavares Silva
Das Estádio Governador Alberto Tavares Silva (kurz: Albertão) ist ein Fußballstadion in der brasilianischen Stadt Teresina, Hauptstadt des Bundesstaates Piauí, Região Nordeste. Es ist das größte Stadion des Bundesstaates. Benannt ist es nach dem Politiker Alberto Tavares Silva (1918–2009), Gouverneur von Piauí von 1987 bis 1991. Das Stadion ist im Besitz des Bundesstaates Piauí. Es ist die Heimspielstätte der beiden Fußballclubs Ríver AC und Flamengo do Piauí und bietet gegenwärtig 52.296 Plätze. Der Fußballclub AA Altos aus Altos nutzt das Albertão neben dem Estádio Municipal Felipe Raulino (Felipão) mit 4000 Plätzen als Zweitspielstätte.

## Geschichte
Der Bau wurde 1973 fertiggestellt. Mit einem Freundschaftsspiel am 26. August des Jahres zwischen der SE Tiradentes aus Teresina und Fluminense wurde das Albertão eingeweiht. Die Anlage war mit etwa 30.000 Zuschauern gefüllt. Nach rund 25 Minuten überflog ein Flugzeug das Stadion und verursachte Erschütterungen. Ein Fan rief „Das Stadion stürzt ein.“ und löste eine Panik aus. Die Besucher versuchten die Tribüne zu verlassen. Durch den Druck brachen Zäune und Menschen stürzten drei Meter tief in den Stadiongraben. Die Angaben über die Opferzahl schwanken zwischen fünf und sieben. Hunderte weitere Zuschauer wurde verletzt. Die Partie musste etwa eine Stunde unterbrochen werden. Spieler halfen bei der Rettung der Opfer. Die Verletzten wurden in die verschiedene Krankenhäuser gebracht. Das Spiel wurde fortgesetzt, da der Präsident der Confederação Brasileira de Desportos (CBD), João Havelange, der Meinung war, die Folgen eines Spielabbruchs würden noch schlimmer sein. An Bord des Flugzeugs war João Havelange selbst, der die Eröffnung besuchen wollte. Die Partie endete mit einem torlosen Unentschieden. Den ersten Treffer erzielte Dirceu Lopes am 29. August 1973 für Cruzeiro Belo Horizonte im Spiel gegen die SE Tiradentes, welches mit 1:1 endete. Nach dem Unglück wurde das Albertão für ein Jahr geschlossen und renoviert. Bei der Wiedereröffnung traf Flamengo do Piauí und CR Vasco da Gama (1:4) aufeinander. Das Spiel sahen mehr als 25.000 Zuschauer. Der Zuschauerrekord wurde am 13. März 1983 aufgestellt, als 60.271 Fans das Stadion bei der Begegnung SE Tiradentes gegen Flamengo aus Rio de Janeiro füllten. Der absolute Besucherrekord wurde bei einem Konzert der Kindermusikgruppe Turma do Balão Mágico aufgestellt. Später wurde die Zuschauerkapazität auf Anordnung des nationalen Fußballverbandes Confederação Brasileira de Futebol (CBF) auf 40.000 gesenkt.

## Galerie

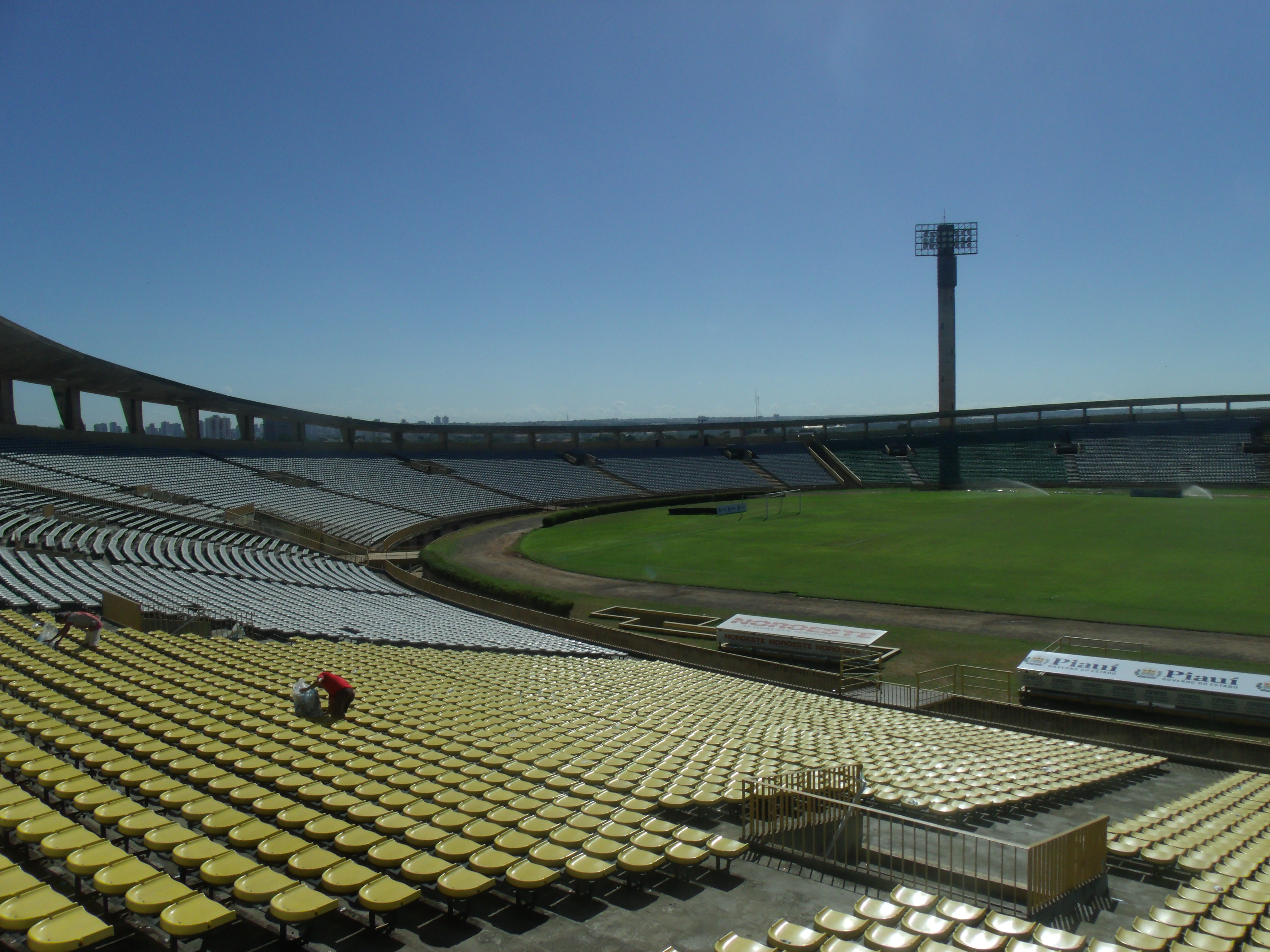
Innenraum im Juli 2016
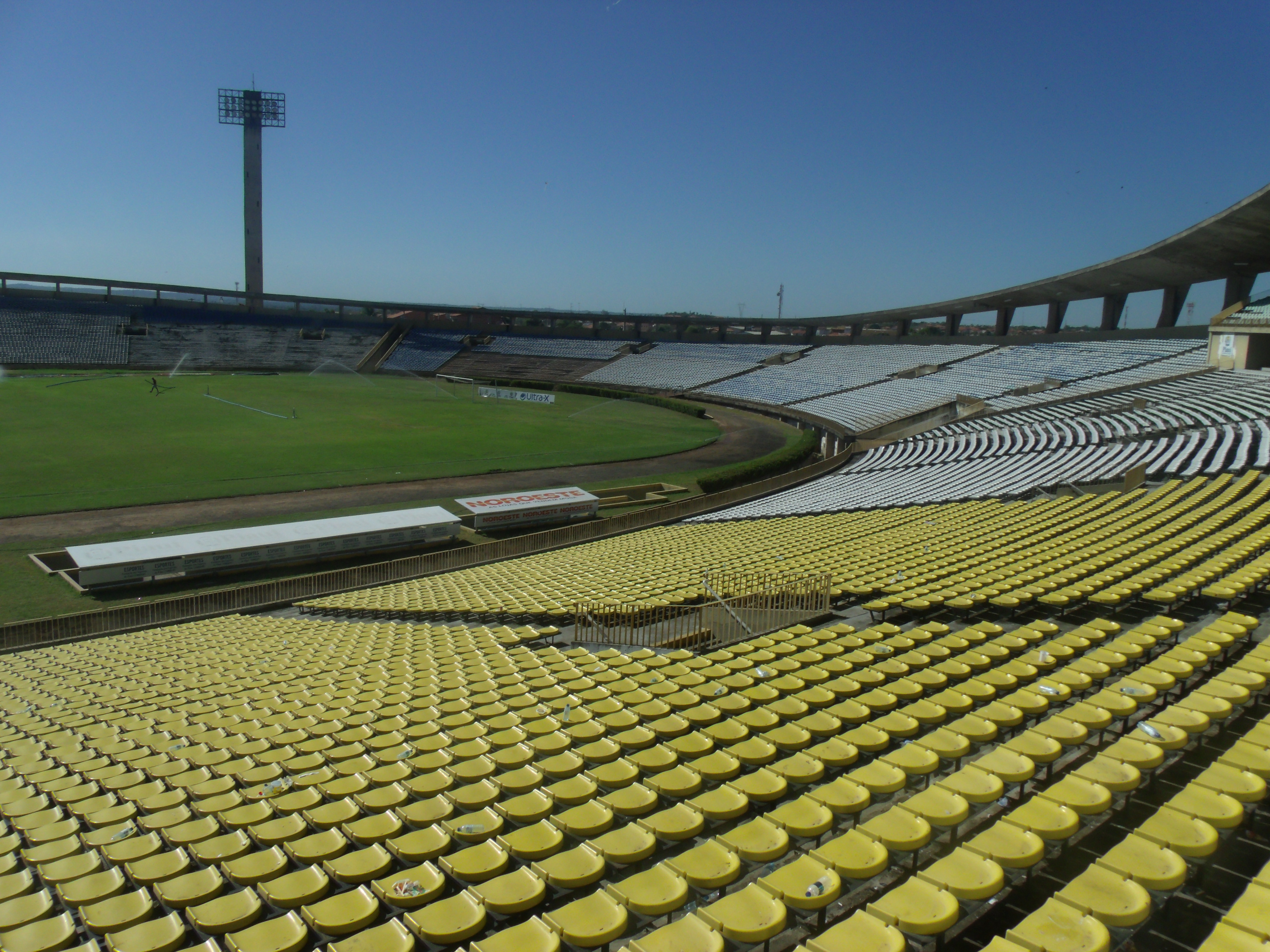
Innenraum im Juli 2016